# Вилламарцана

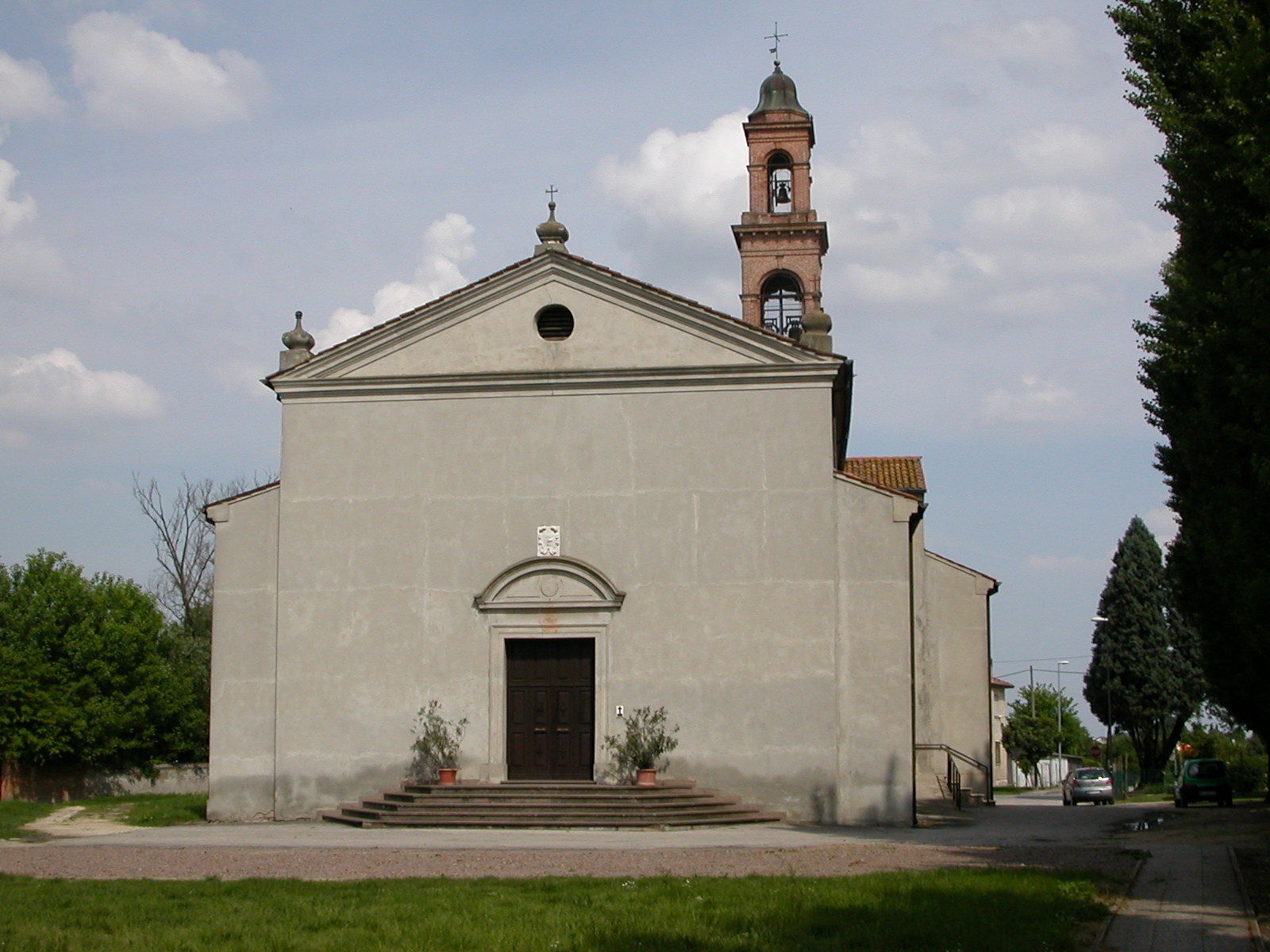
Приходской храм святого
первомученика Стефана.

Вилламарцана (итал. Villamarzana) — коммуна в Италии, располагается в провинции Ровиго области Венеция.
Население составляет 1219 человек (2008 г.), плотность населения составляет 87 чел./км². Занимает площадь 14 км². Почтовый индекс — 45030. Телефонный код — 0425.
Покровителем коммуны почитается святой Стефан, празднование 2 августа.

## Демография
Динамика населения:

## Администрация коммуны
- Официальный сайт: https://web.archive.org/web/20071021063134/http://www.comunevillamarzana.it/